# Maoridrilus smithi
Maoridrilus smithi är en ringmaskart som först beskrevs av Frank Evers Beddard 1892.  Maoridrilus smithi ingår i släktet Maoridrilus och familjen Acanthodrilidae. Inga underarter finns listade i Catalogue of Life.